# Marella Cruises
Marella Cruises (anteriormente Thomson Cruises) es una línea de cruceros británica operada por TUI UK, que ofrece vacaciones en crucero por Europa, el Caribe y Asia.

## Historia
La compañía había ingresado inicialmente al mercado de cruceros en 1973, pero debido al aumento de los costos del combustible, la empresa se canceló en 1976. En 1995, Thomson reinició su línea de cruceros después de que su competidor Airtours ingresara con éxito en el negocio de cruceros bajo su marca Sun Cruises. El 9 de octubre de 2017, TUI Group anunció que Thomson Cruises pasaría a llamarse a finales de octubre de 2017 como Marella Cruises, y toda la flota existente de Thomson adoptaría el cambio de nombre de Thomson o TUI a Marella (excepto Thomson Spirit, que pasará a llamarse Spirit y  Thomson Majesty que será transferido a Celestyal Cruises). La línea también anunció que establecería el TUI Discovery en Asia para la temporada de invierno de 2018, con el barco basado en Malasia, el primero en la historia de la línea.
En 2012, Marella Cruises posee aproximadamente una cuota de mercado del 1% de la industria mundial de cruceros.
En mayo de 2021, mientras el sector de cruceros planeaba reactivarse tras la pandemia de COVID-19, se informó que TUI planeaba fusionar Marella Cruises con su empresa conjunta TUI Cruises con Royal Caribbean, como ya lo habían hecho con Hapag-LLoyd Cruises.

## Flota
MS Island Escape se agregó a la flota de Thomson en abril de 2009, como resultado de la adquisición por parte de la empresa matriz TUI de la participación de Royal Caribbean Cruises Ltd. en Island Cruises que tuvo lugar en 2008. En marzo de 2013, Thomson opera Island Escape bajo su marca Island Cruises con todo incluido.
En marzo de 2015, Royal Caribbean International anunció que había acordado vender Splendor of the Seas a TUI Cruises en el segundo trimestre de 2016, y que TUI arrendaría el barco a Thomson Cruises para reemplazar el Island Escape.
En mayo de 2015, TUI Group anunció que, como parte de su estrategia de modernización, TUI Cruises Mein Schiff 1 y Mein Schiff 2 serían transferidos a Thomson Cruises en los próximos años.
En octubre de 2015, la marca Island Cruise se suspendió después de que el único barco Island Escape completara su último crucero programado con Thomson Cruises.
En marzo de 2017, se anunció que Mein Schiff 1 se uniría a la flota en mayo de 2018 y se convertiría en el TUI Explorer.
En julio de 2017, Thomson anunció que extenderían el contrato de arrendamiento del Thomson Spirit hasta octubre de 2018, y que tendrá su base en Palma el 18 de abril y luego en Málaga a partir de mayo de 2018, siendo su último crucero el 21 de octubre de 2018.
En marzo de 2018, se anunció que Royal Caribbean Cruises y Ctrip cerrarían la marca SkySea Cruise Line y que el único barco de la línea, SkySea Golden Era, se uniría a la flota de Marella en lugar del Mein Schiff 2, que permanecería en TUI Cruises. El antiguo Mein Schiff 2 pasó a llamarse Mein Schiff Herz y se unió a la flota de Marella en 2023 como Marella Voyager.
En abril de 2020, debido a la actual pandemia de COVID-19, se anunció que Marella Celebration se retiraría inmediatamente de la flota. Lo mismo se anunció para Marella Dream en octubre de 2020. Ambos barcos fueron desguazados en Aliağa, Turquía, en 2022.

### Actual
| Buque               | Construido | Astillero                 | Entró en servicio con Thomson/Marella Cruises | Tonelaje    | Bandera | Inicio Puertos Verano 2024/Invierno 2024-25        | Notas | Imagen |
| ------------------- | ---------- | ------------------------- | --------------------------------------------- | ----------- | ------- | -------------------------------------------------- | --- | ------ |
| Marella Discovery   | 1996       | Chantiers de l'Atlantique | 2016                                          | 69,130 tons | Malta   | Marmaris, Turquía Bridgetown, Barbados             | Anteriormente Splendour of the Seas, TUI Discovery. Subfletado por TUI Cruceros. Renombrado como Marella Discovery en octubre de 2017.                                                                                    |        |
| Marella Discovery 2 | 1995       | Chantiers de l'Atlantique | 2017                                          | 69,130 tons | Bahamas | Palma de Mallorca, España Singapur                 | Anteriormente Legend of the Seas, TUI Discovery 2. Renombrado como Marella Discovery 2 en octubre de 2017. |        |
| Marella Explorer    | 1996       | Meyer Werft               | 2018                                          | 76,522 tons | Malta   | Corfú, Grecia Tenerife/Gran Canaria,Canarias       | Anteriormente Celebrity Galaxy, Mein Schiff 1, vendido a Marella en 2018. originalmente planeado para llamarse TUI Explorer                                                                                               |        |
| Marella Explorer 2  | 1995       | Meyer Werft               | 2019                                          | 71,545 tons | Malta   | Dubrovnik, Croacia La Romana, República Dominicana | Anteriormente Celebrity Century, SkySea Golden Era, vendido a Marella en 2019. |        |
| Marella Voyager     | 1997       | Meyer Werft               | 2023                                          | 77,303 tons | Malta   | Palma de Mallorca, España Bridgetown, Barbados     | Servicio iniciado como Mercury/Celebrity Mercury Originalmente se planeó unirse a la flota en 2019 con el nombre TUI Explorer 2, luego reemplazado por SkySea Golden Era/Marella Explorer 2. Reemplazo del Marella Dream. |        |

dos nuevos barcos son planeado

### Anterior
| Buque               | Construido | Astillero                              | En servicio con Marella | Tonelaje    | Notas                                    | Imagen |
| ------------------- | ---------- | -------------------------------------- | ----------------------- | ----------- | ---------------------------------------- | ------ |
| SS Ithaca           | 1956       | Deutsche Werft                         | 1973– 1976              | 8,977 tons  | scrapped 2003                            |        |
| SS Calypso          | 1955       | Harland & Wolff                        | 1975–1976               | 20,204 tons | originally Southern Cross, scrapped 2004 |        |
| SS Island Breeze    | 1962       | John Brown & Co.                       | 1997–2000               | 26,632 tons | scrapped 2003                            |        |
| MS Sapphire         | 1967       | Cantieri Navale Felszegi               | 1996–2002               | 12,263 tons | scrapped 2012                            |        |
| SS The Topaz        | 1956       | Fairfield Shipbuilding and Engineering | 1997–2003               | 25,516 tons | scrapped 2008                            |        |
| SS The Emerald      | 1958       | Newport News Shipbuilding and Drydock  | 1997–2008               | 26,431 tons | scrapped 2012                            |        |
| Marella Spirit      | 1983       | Chantiers de l'Atlantique              | 2003–2018               | 33,930 tons | scrapped 2018                            |        |
| Marella Celebration | 1984       | Chantiers de l'Atlantique              | 2005–2020               | 33,960 tons | scrapped 2022                            |        |
| Thomson Destiny     | 1982       | Wärtsilä Hietalahti shipyard           | 2005–2012               | 37,584 tons | laid up                                  |        |
| The Calypso         | 1967       | Fincantieri                            | 2006–2009               | 11,162 tons | scrapped 2013                            |        |
| Island Escape       | 1982       | Dubigeon-Normandie S.A                 | 2009–2015               | 40,132 tons | scrapped 2018                            |        |
| Marella Dream       | 1986       | Meyer Werft                            | 2010-2020               | 54,763 tons | scrapped 2022                            |        |
| Thomson Majesty     | 1992       | Kvaerner Masa-Yards                    | 2012-2015               | 40,876 tons | Currently operating for Mano Maritime.   |        |

## Accidentes e incidentes
El 9 de febrero de 2013, cinco tripulantes del MS Thomson Majesty murieron en Santa Cruz de La Palma mientras revisaban un bote salvavidas. Las cuerdas del bote salvavidas se rompieron y se hundió 65 pies desde la cubierta superior al mar. Se volcó al golpear el agua, atrapándolos debajo. Tres tripulantes fueron trasladados al hospital, pero otros cinco (tres indonesios, un filipino y un ghanés) se ahogaron en los intentos de rescate.[cita requerida]